# Cereopsius ziczac
Cereopsius ziczac är en skalbaggsart som först beskrevs av Masaki Matsushita 1940.  Cereopsius ziczac ingår i släktet Cereopsius och familjen långhorningar.
Artens utbredningsområde är Taiwan. Inga underarter finns listade i Catalogue of Life.